# McCook (Nebraska)
McCook település az Amerikai Egyesült Államok Nebraska államában, Red Willow megyében, melynek megyeszékhelye is. Lakosainak száma 7446 fő (2020. április 1.).

## Közlekedés

### Vasút
A települést napi egy pár California Zephyr néven futó Amtrak távolsági vonatjárat érinti.

## Népesség
A település népességének változása:

| 2010 | 7 698 |
| 2020 | 7 446 |